# Heidi Støre
Heidi Støre (Sarpsborg, 4 de julho de 1963) é uma ex-futebolista norueguesa, campeã olímpica. 

## Carreira
Foi medalhista olímpica pela seleção de seu país.